# Cordillera Urubamba

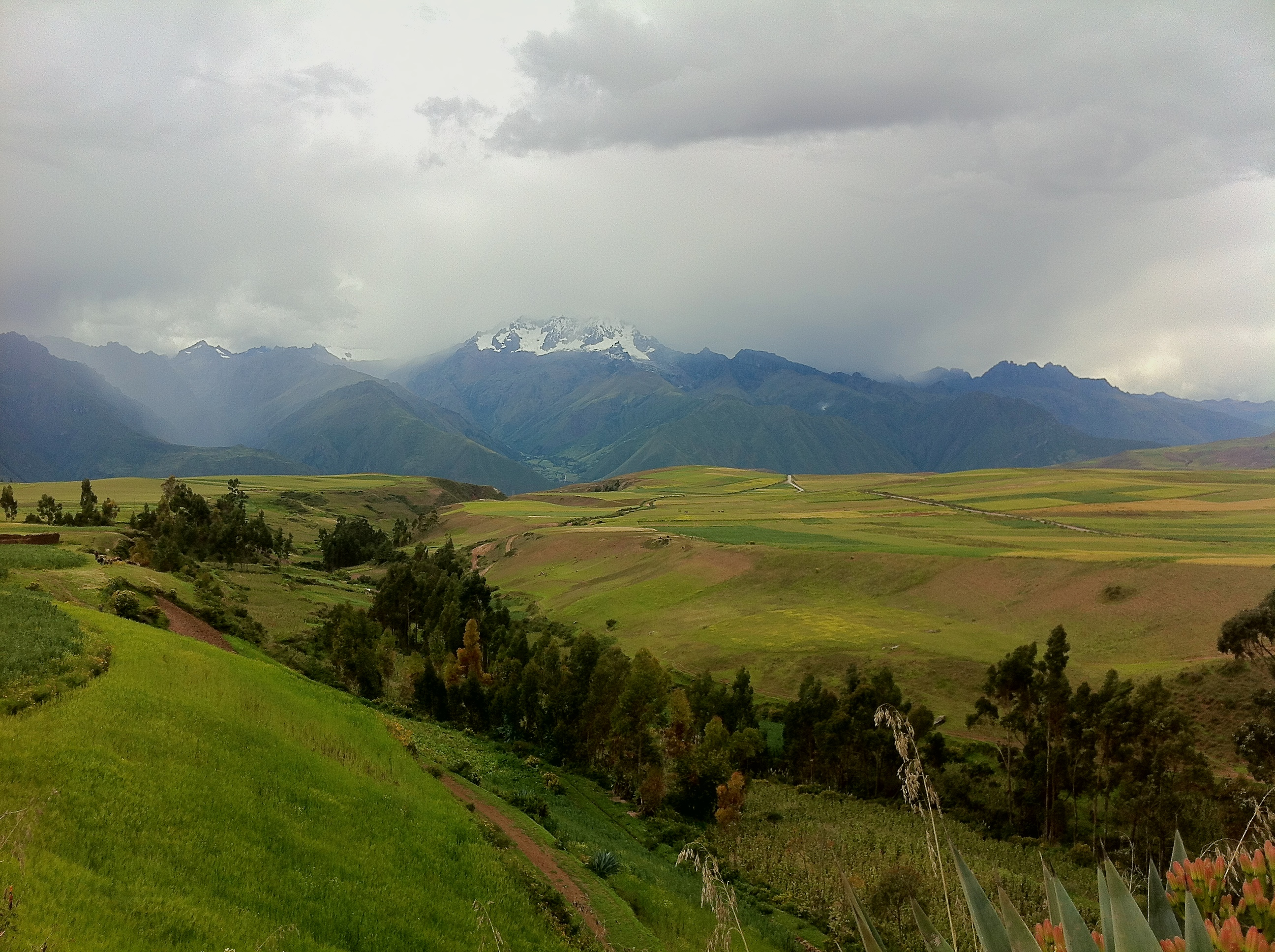
Vy mot bergskedjan med berget Chicón.

Cordillera Urubamba, är en bergskedja i Anderna i Cusco i Peru. Den bildar en del av Andernas östra del och den är belägen på högra sidan av Urubambafloden. Bergskedjan sträcker sig i väst-östlig riktning ungefär 75 km, med glaciärer som omfattar 41 km². Den når sin högsta höjd vid Sahuasiray, med 5818 m ö.h., följt av den snötäckta Verónica med 5682 m ö.h.
Bergskedjan sträcker sig några 40 kilometer nordväst om staden Cusco, på norra sidan av Valle Sagrado de los Incas, och passerar provinserna Urubamba, Calca och La Convención. Den sträcker sig några 75 km i väst-östlig riktning, med undantag för en isolerad bergsgrupp vid Terijuay, som ligger 20 km norr om huvudgrenen.